# فیودور برونی
فیودور برونی (انگلیسی: Fyodor Bruni; ۱۰ ژوئن ۱۷۹۹ – ۳۰ اوت ۱۸۷۵) نقاش ایتالیایی‌تبار اهل روسیه بود.
پدرش، آنتونیو، یک نقاش و مرمتگر هنر ایتالیایی سوئیسی بود که در سال ۱۸۰۰ به روسیه نقل مکان کرد تا بر روی پروژه ای در قلعه سنت مایکل برای تزار پاول یکم کار کند. وی در ده سالگی در آکادمی امپریال هنر ثبت نام کرد، جایی که با الکسی یگوروویچ یگوروف، آندری ایوانوویچ ایوانوف و واسیلی شبویف تحصیل کرد. او در سال ۱۸۱۸ با عنوان «هنرمند کلاس چهاردهم» فارغ‌التحصیل شد.
پدرش که معتقد بود تحصیلات هنری در روسیه کافی نیست، او را برای ادامه تحصیل به ایتالیا فرستاد. او در بیست و دو سالگی اولین اثر بزرگ خود ("مرگ کامیلا") را خلق کرد که در کاپیتول به نمایش گذاشته شد. ده سال بعد، زمانی که این نقاشی برای اولین بار در سن پترزبورگ به نمایش درآمد، وی به عضویت آکادمی رسید.

## نگارخانه

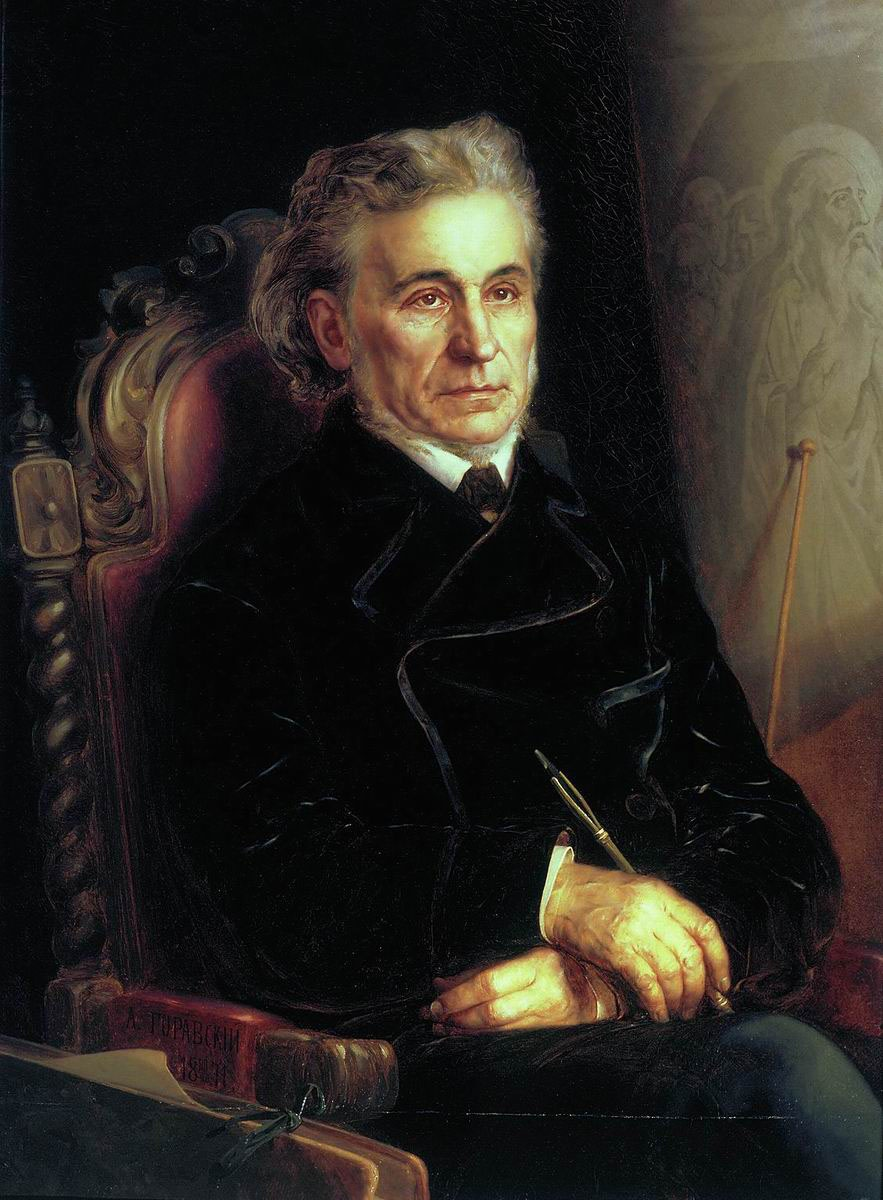
پرتره‌ای از خود
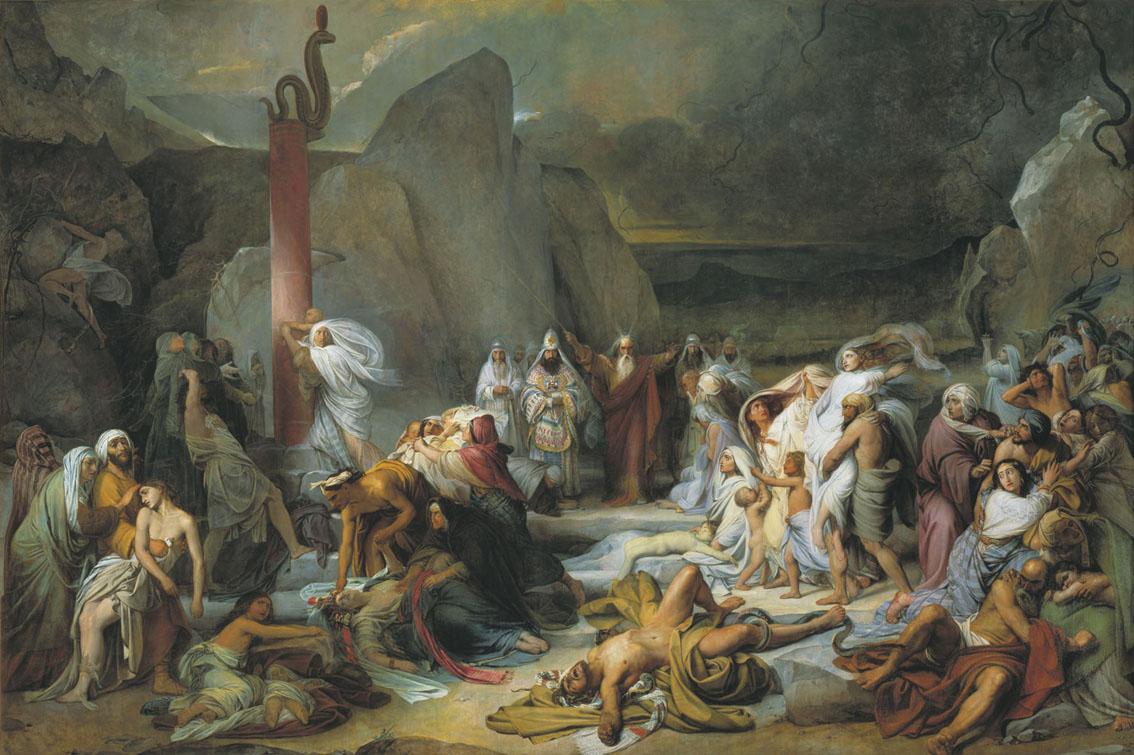
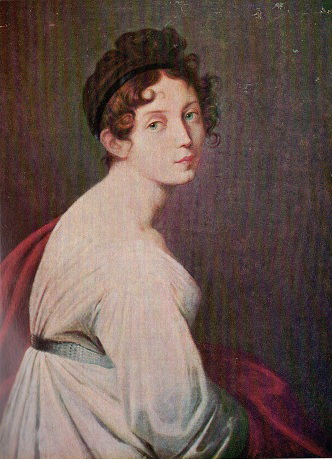
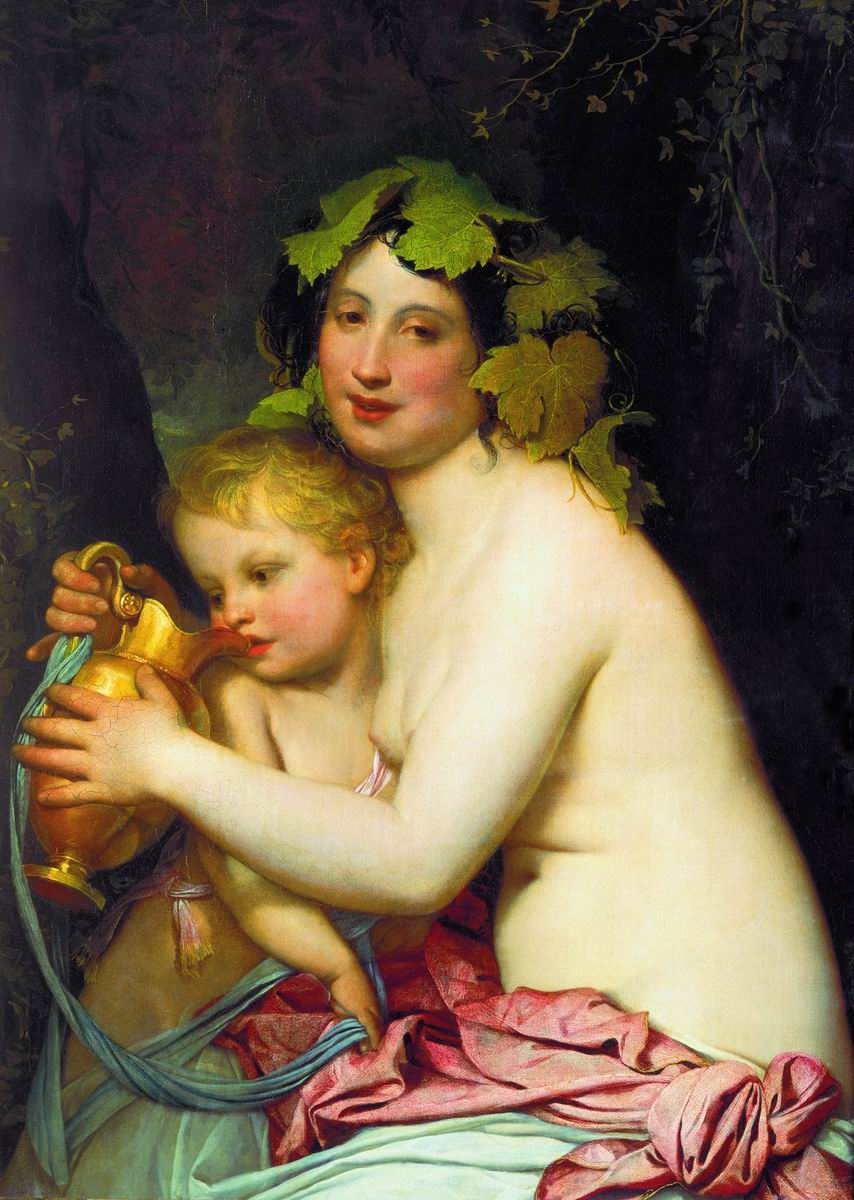
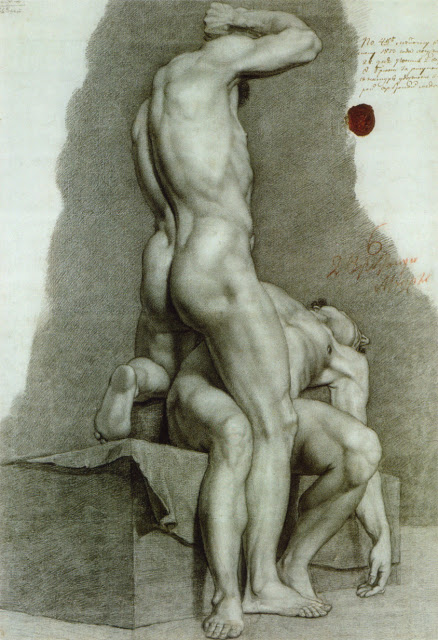
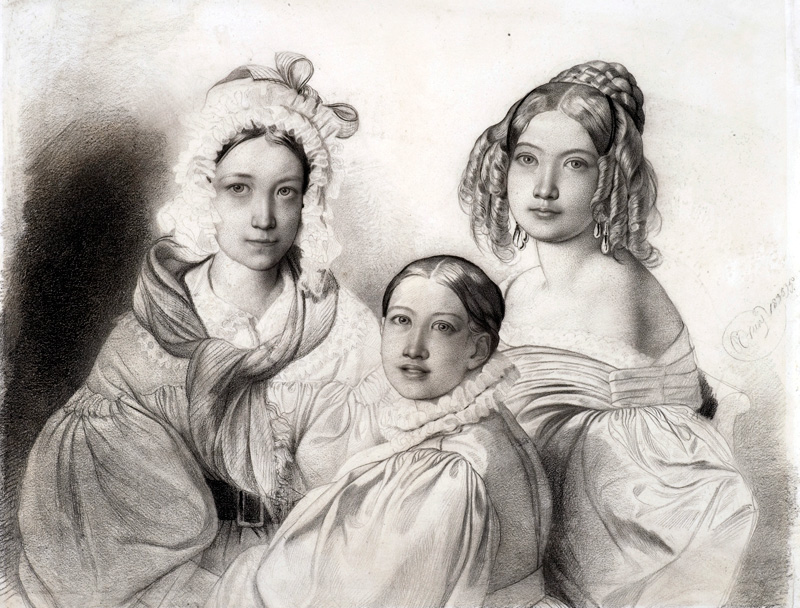
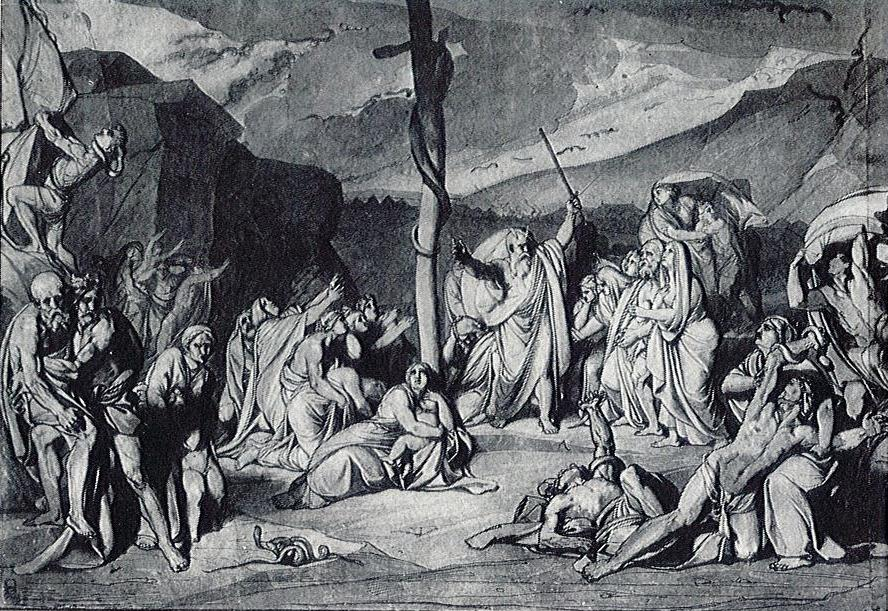